# Tour Sant'Antonio
La tour Sant'Antonio (en italien : Torre Sant'Antonio) est une ancienne tour de guet du XIIIe siècle située dans la municipalité de Santa Caterina dello Ionio, (province de Catanzaro en Calabre.
On l'appelle aussi la tour cavallara car elle était tenue par deux gardes (chacun appelé Cavallaro, d'où le nom très répandu) qui, à cheval, patrouillaient tour à tour sur la côte. Il servait à repérer les flottilles de pirates venant de la mer.

## Description
La tour cylindrique, d'un diamètre de 7 m, a subi des modifications au fil du temps. Elle est située près de la mer, près de celle-ci se trouve une remise pour les chevaux, lesquels servaient aux gardes pour alerter le village situé sur la colline de l'arrivée des pirates. Deux bâtiments supplémentaires ont été ajoutés au complexe d'origine. La tour est en relation visuelle avec deux tours détruites, la tour Manno au nord et, au sud, avec la tour Castillace dont la présence est signalée uniquement sur la carte IGM.
La tour est une propriété privée et est aujourd'hui utilisée comme complexe hôtelier dans une zone très touristique.

## Galerie

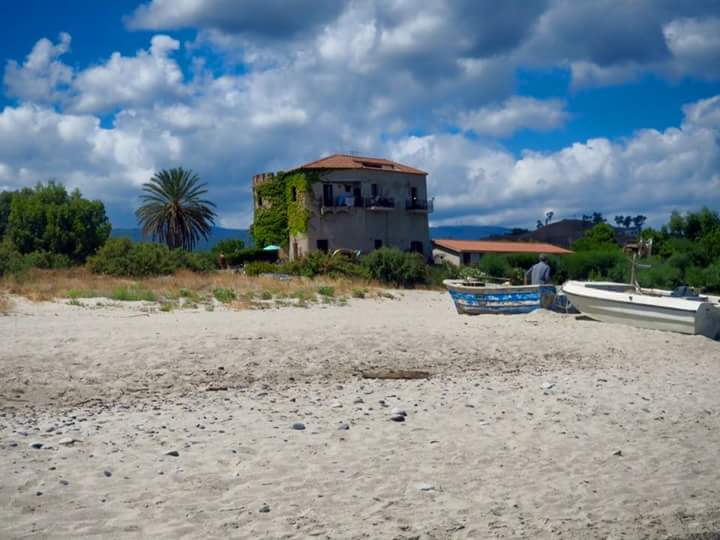
Vue de la plage.
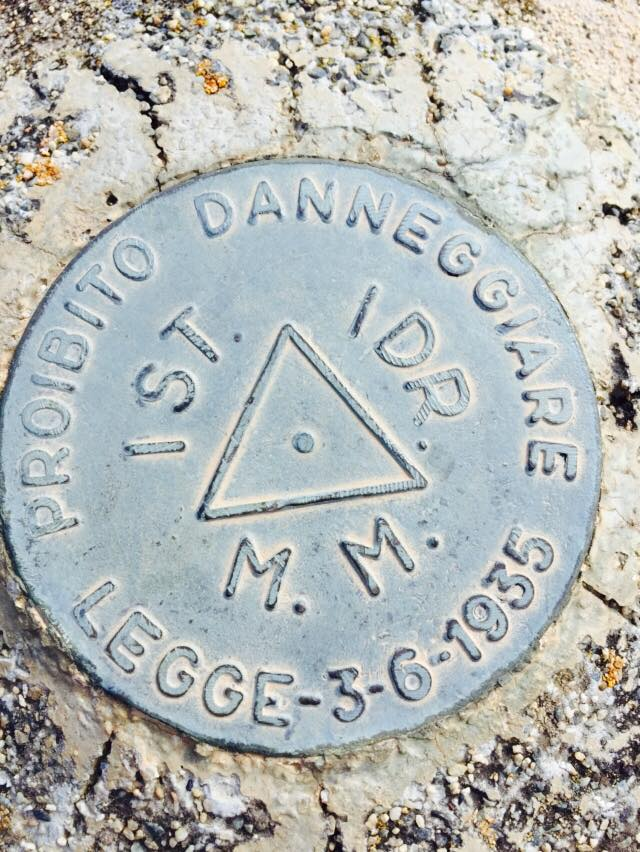
Sceau d'authenticité.